# Millevaches
Millevaches (Miuvachas auf Okzitanisch) ist eine französische Gemeinde mit 77 Einwohnern (Stand 1. Januar 2022) im Département Corrèze in der Region Nouvelle-Aquitaine. Die Einwohner nennen sich Millevachois(es).

## Geografie
Die Gemeinde liegt im Zentralmassiv auf dem Plateau de Millevaches und somit auch im Regionalen Naturpark Millevaches en Limousin.
Tulle, die Präfektur des Départements, liegt ungefähr 70 Kilometer südwestlich, Égletons etwa 30 Kilometer südwestlich und Ussel rund 25 Kilometer südöstlich.
Nachbargemeinden von Millevaches sind Saint-Setiers im Norden, Sornac im Osten, Saint-Sulpice-les-Bois im Südosten, Chavanac im Süden, Saint-Merd-les-Oussines im Westen sowie Peyrelevade im Nordwesten.
Der Ort liegt ca. zwei Kilometer nördlich des Oberlaufs der Vézère, darüber hinaus entspringt die Vienne im nördlichen Teil des Gemeindegebietes. Hier befindet sich auch die Wasserscheide zwischen den Zuflüssen der Loire und denen der Dordogne.

### Verkehr
Der Ort liegt ungefähr 25 Kilometer nordwestlich der Abfahrt 23 der Autoroute A89.

## Geschichte
Der heute so benannte Ort wurde im Jahr 1048 vom Vicomte de Aubusson an die Abtei von Uzerche abgegeben. Unter dem Namen Millevacas wurde der Ort zum ersten Mal 1145 im Kopialbuch dieser Abtei erwähnt.

### Wappen
Geteilt in Rot mit der silbernen Majuskel M und Grün mit goldener Kuh schwarz bewehrt.

## Einwohnerentwicklung
| Jahr      | 1962 | 1968 | 1975 | 1982 | 1990 | 1999 | 2007 | 2016 |
| Einwohner | 105  | 113  | 86   | 79   | 76   | 82   | 90   | 83   |

## Sehenswürdigkeiten

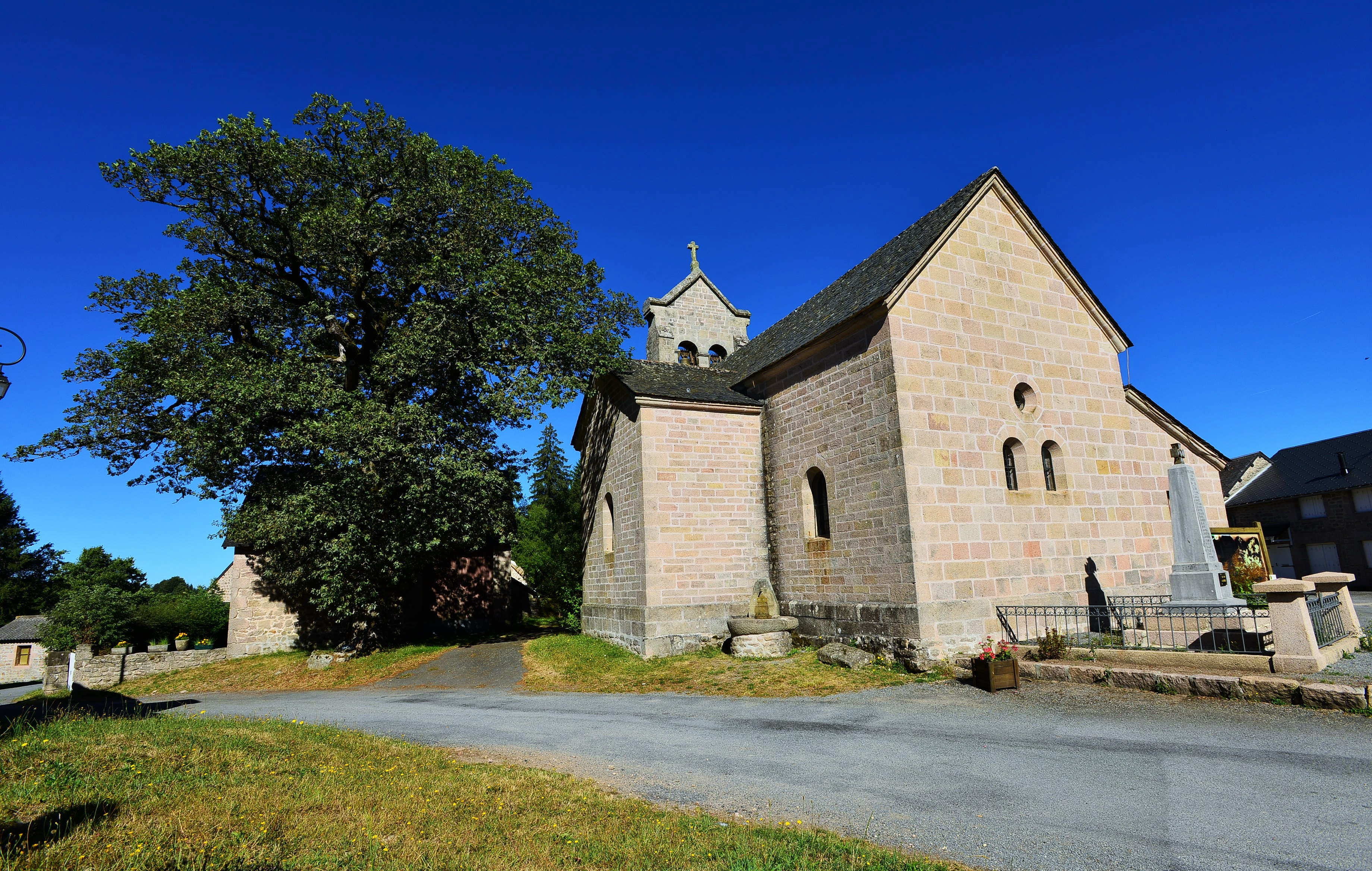
Kirche Sainte-Madeleine

- Die Kirche Sainte-Madeleine, ein Sakralbau aus dem 19. Jahrhundert.[3]